# سيكتوس الثالث
البابا القديس سيكتوس الثالث (باللاتينية: Sixtus III) هو بابا الكنيسة الكاثوليكية من 31 يوليو 432 إلى 18 أغسطس 440.
شيدت في عهد سيكتوس الثالث العديد من المباني الدينية في روما من أبرزها كاتدرائية سانتا سابينا على تل أفنتينو ـ التي كرست في عهده ـ وكنيسة سانتا ماريا ماجيوري، التي بنيت في عهده.
عكس تكريس كنيسة سانتا ماريا ماجيوري لمريم العذراء أُمّ الرب قبوله لقرارات المجمع المسكوني الذي أنهى أعماله في أفسس سنة 431؛ ففي هذا المجمع انتهى الجدل حوال طبيعتي المسيح البشرية والإلهية إلى جدل حول جواز تسمية السيدة مريم بأم الرب أم الاكتفاء بتسميتها «أم المسيح». وقد قرر المجمع أن يطلق على مريم العذراء اللقب اليوناني «ثيوتوكوس» (ويعني حرفيًا: حاملة الرب أو أم الرب)، وكان تكريس تلك الكنيسة الكبيرة في روما لأم الرب استجابة لما انتهى إليه هذا المجمع.
سعى سيكتوس الثالث للصلح بين بطريرك الإسكندرية كيرلس الأول وبين السوريين.